# Doudleby nad Orlicí (nádraží)
Doudleby nad Orlicí jsou železniční stanice v jihovýchodní části městyse Doudleby nad Orlicí v okrese Rychnov nad Kněžnou v Královéhradeckém kraji nedaleko řeky Divoká Orlice. Leží na neelektrizovaných jednokolejných tratích Týniště nad Orlicí – Letohrad a Doudleby nad Orlicí – Rokytnice v Orlických horách.

## Historie

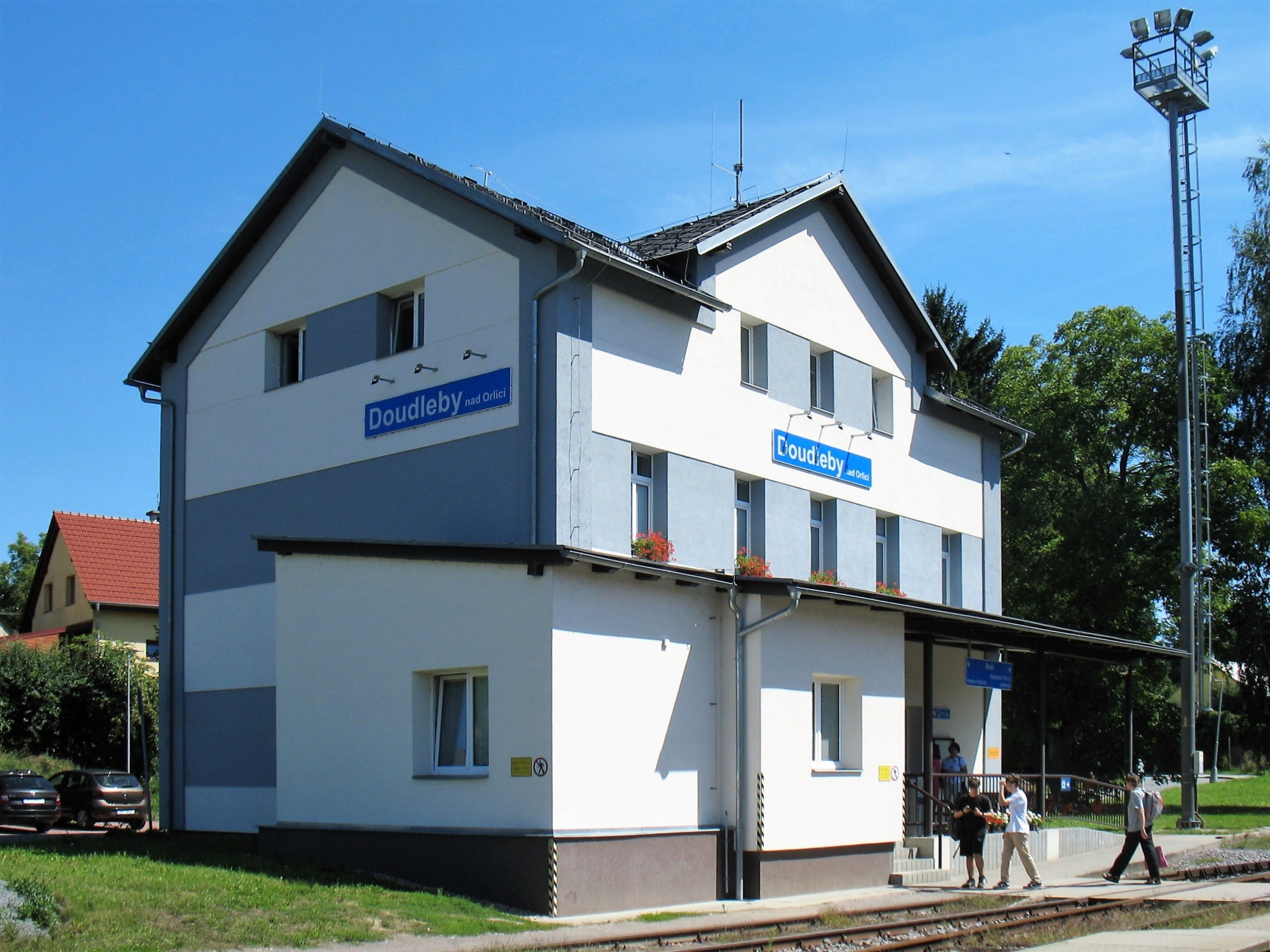
Pohled od západu

Stanice byla otevřena 10. ledna 1874 společností Rakouská severozápadní dráha (ÖNWB), která zprovoznila svou trať z Hradce Králové do Lichkova, 10. října téhož roku byla dokončena spojka na nové nádraží z Ústí nad Orlicí, ležící na trati mezi Prahou a Olomoucí, do Letohradu. 15. října 1875 ÖNWB stavebně prodloužila trať přes hranici do Pruska. Autorem univerzalizované podoby stanic pro celou dráhu byl architekt Carl Schlimp. Trasa byla výsledkem snahy o propojení železniční sítě ÖNWB severovýchodním směrem.
15. října 1906 pak projekt společnosti Místní dráha Doudleby-Vamberk-Rokytnice spojil Doudleby s Rokytnicí v Orlických horách. Po ÖNWB v roce 1908 pak obsluhovala stanici jedna společnost, Císařsko-královské státní dráhy (kkStB), po roce 1918 pak správu přebraly Československé státní dráhy, místní dráha byla zestátněna až roku 1925.

## Popis
Nachází se zde tři nekrytá jednostranná nástupiště, k příchodu k vlakům slouží přechody přes koleje.